# Велике Банниково
Вели́ке Ба́нниково (рос. Большое Банниково) — село у складі Каргапольського району Курганської області, Росія. Адміністративний центр Банниковської сільської ради.
Населення — 238 осіб (2010, 212 у 2002).
Національний склад населення станом на 2002 рік: росіяни — 97 %.